# 8129 Michaelbusch
8129 Michaelbusch eller 1975 SK1 är en asteroid i huvudbältet som upptäcktes den 30 september 1975 av den amerikanska astronomen Schelte J. Bus vid Cerro Tololo. Den är uppkallad efter Michael W. Busch.
Asteroiden har en diameter på ungefär 4 kilometer.